# Maja Włoszczowska
Maja Martyna Włoszczowska (Varsavia, 9 novembre 1983) è una mountain biker e ciclista su strada polacca, medaglia d'argento nel cross country ai Giochi olimpici di Pechino 2008 e Rio de Janeiro 2016. Gareggia per il Kross Orlen Racing Team.

## Carriera
Il 20 agosto 2016 conclude al secondo posto la gara di cross country femminile ai Giochi olimpici di Rio de Janeiro.

## Palmarès

### Mountain biking
- 2002[4]

prova Czech Cup MTB, Cross country (Olomouc)
- 2003[4]

prova SkodaAuto GP MTB, Cross country (Głuchołazy)
Campionati del mondo, Cross country marathon
- 2004[4]

Campionati polacchi, Cross country
- 2005[4]

Kamptal-Klassik-Trophy, Cross country (Langenlois)
prova SkodaAuto GP MTB, Cross country (Głuchołazy)
prova SkodaAuto GP MTB, Cross country (Polanica-Zdrój)
Campionati polacchi, Cross country marathon
- 2006[4]

prova SkodaAuto GP MTB, Cross country (Chodzież)
prova SkodaAuto GP MTB, Cross country (Wałbrzych)
prova SkodaAuto GP MTB, Cross country (Czarnków)
- 2007

Macheras Mountains
Campionati polacchi, Cross country
- 2008

BPH Grand Prix MTB, Cross country (Szczawno-Zdrój)
Campionati polacchi, Cross country
9ª prova Coppa del mondo, Cross country (Schladming)
- 2009

BPH Grand Prix MTB, Cross country (Szczawno-Zdrój)
Campionati europei, Cross country
Campionati polacchi, Cross country
Classifica finale Roc d'Azur, Cross country (Fréjus)
- 2010

Campionati polacchi, Cross country
5ª prova Coppa del mondo, Cross country (Val di Sole)
Campionati del mondo, Cross country
Bank BPH Grand Prix MTB, Cross country (Szczawno-Zdrój)
Classifica finale Roc d'Azur, Cross country (Fréjus)
- 2011

2ª prova Internazionali d'Italia, Cross country (Sirmione)
Kamptal-Klassik-Trophy, Cross country (Langenlois)
Jelenia Góra Trophy - Maja Wloszczowska MTB Race, Cross country (Jelenia Góra)
Campionati polacchi, Cross country
Bike the Rock, Cross country (Heubach)
Saalfelden XCO Race, Cross country (Saalfelden)
- 2012

1ª prova Coppa del mondo, Cross country (Pietermaritzburg)
Kamptal-Klassik-Trophy, Cross country (Langenlois)
- 2013

prova MTB-Bundesliga, Cross country (Münsingen)
Bike the Rock, prova MTB-Bundesliga, Cross country (Heubach)
Ötztaler Mountainbike Festival, Cross country (Haiming)
Campionati polacchi, Cross country
- 2014

2ª prova Open de España, Cross country (Jerez de la Frontera)
Campionati polacchi, Cross country
- 2015

Kamptal-Klassik-Trophy, Cross country (Langenlois)
prova Czech Cup MTB, Cross country (Teplice)
Jelenia Góra Trophy - Maja Wloszczowska MTB Race, Cross country (Jelenia Góra)
Campionati polacchi, Cross country
Biketember Classic, Cross country (Saalfelden)
- 2016[2]

Classifica finale Copa Internacional MTB, Cross country (Araxá)
Kamptal-Klassik-Trophy, Cross country (Langenlois)
Campionati polacchi, Cross country
Salcano MTB Cup, Cross country (Arnavutköy)
- 2017[2]

2ª prova Internazionali d'Italia, Cross country (Milano)
Górale na Start, 3ª prova Puchar Polski MTB, Cross country (Wałbrzych)
Jelenia Góra Trophy - Maja Wloszczowska MTB Race, Cross country (Jelenia Góra)
Campionati polacchi, Cross country
- 2018[2]

3ª prova Czech Cup MTB, Cross country (Nové Město na Moravě)
5ª prova Czech Cup MTB, Cross country (Bedřichov)
4ª prova Coppa del mondo, Cross country (Val di Sole)
Campionati polacchi, Cross country
- 2019[2]

Campionati polacchi, Cross country
Elimina Tour Nagykanizsa Grand Prix, Cross country (Nagykanizsa)
Pilis Kupa, Cross country (Piliscsév)
Classifica finale Attika Cup, Cross country
- 2020[2]

Internacionales XCO Chelva, Cross country (Chelva)
Campionati polacchi, Cross country
- 2021[2]

Superprestigio MTB, Cross country (Arnedo)
Classifica finale Volcat BTT, Cross country marathon
Campionati polacchi, Cross country
Campionati polacchi, Cross country marathon
Campionati polacchi, Cross country short track

### Strada
- 2006

Campionati polacchi, Prova a cronometro
Campionati polacchi, Prova in linea
- 2007

Campionati polacchi, Prova in linea
- 2008

1ª tappa Wyścig Etapowy Zamośc (Zamosc > Zamosc)
Classifica generale Wyścig Etapowy Zamośc
- 2010

Campionati polacchi, Prova a cronometro
- 2011

Campionati polacchi, Prova a cronometro

#### Altri successi
- 2005

Classifica scalatrici Gracia-Orlova
- 2006

Classifica scalatrici Gracia-Orlova
Classifica giovani Gracia-Orlova
- 2009

Classifica scalatrici Grande Boucle Féminine Internationale

## Piazzamenti

### Competizioni mondiali

#### Mountain biking
- Campionati del mondo

Lugano 2003 - Cross country marathon: vincitrice
Lugano 2003 - Cross country Elite: 7ª
Les Gets 2004 - Staffetta a squadre: 3ª
Les Gets 2004 - Cross country Elite: 2ª
Livigno 2005 - Staffetta a squadre: 6ª
Livigno 2005 - Cross country Elite: 2ª
Rotorua 2006 - Staffetta a squadre: 3ª
Rotorua 2006 - Cross country Elite: 4ª
Fort William 2007 - Staffetta a squadre: 2ª
Fort William 2007 - Cross country Elite: ritirata
Val di Sole 2008 - Staffetta a squadre: 4ª
Val di Sole 2008 - Cross country Elite: 5ª
Canberra 2009 - Cross country Elite: ritirata
Mont-Sainte-Anne 2010 - Cross c. Elite: vincitrice
Champéry 2011 - Staffetta a squadre: 15ª
Champéry 2011 - Cross country Elite: 2ª
Pietermaritzburg 2013 - Cross country eliminator: 27ª
Pietermaritzburg 2013 - Cross country Elite: 2ª
Hafjell 2014 - Cross country Elite: 7ª
Vallnord 2015 - Cross country Elite: 6ª
Nové Město na Moravě 2016 - Cross country Elite: 4ª
Cairns 2017 - Cross country Elite: 4ª
Lenzerheide 2018 - Cross country Elite: 5ª
Mont-Sainte-Anne 2019 - Staffetta a squadre: 13ª
Mont-Sainte-Anne 2019 - Cross country Elite: 17ª
Leogang 2020 - Cross country Elite: 8ª
Val di Sole 2021 - Cross country Elite: 5ª
- Campionati del mondo di marathon

Auronzo di Cadore 2018: 2ª
Sakarya 2020: 2ª
Isola d'Elba 2021: 2ª
- Coppa del mondo

2003 - Cross country: 8ª
2004 - Cross country: 11ª
2005 - Cross country: 10ª
2006 - Cross country: 10ª
2007 - Cross country: 38ª
2008 - Cross country: 28ª
2009 - Cross country: 16ª
2010 - Cross country: 14ª
2011 - Cross country: 6ª
2012 - Cross country: 9ª
2013 - Cross country: 4ª
2014 - Cross country: 5ª
2015 - Cross country: 8ª
2016 - Cross country: 12ª
2017 - Cross country: 2ª
2018 - Cross country: 6ª
2019 - Cross country: 54ª
2021 - Cross country: 28ª
- Giochi olimpici

Atene 2004 - Cross country: 6ª
Pechino 2008 - Cross country: 2ª
Rio de Janeiro 2016 - Cross country: 2ª
Tokyo 2020 - Cross country: 20ª

#### Strada
- Campionati del mondo

Lisbona 2001 - Cronometro Juniores: 7ª
Lisbona 2001 - In linea Juniores: 3ª
Madrid 2005 - In linea Elite: 94ª
Toscana 2013 - In linea Elite: 18ª

### Competizioni europee
- Campionati europei di mountain bike

Graz 2003 - Cross country Elite: 6ª
Wałbrzych 2004 - Cross country Elite: 2ª
Kluisbergen 2005 - Cross country Elite: 2ª
Chies d'Alpago 2006 - Cross country Elite: 6ª
Cappadocia 2007 - Cross country Elite: 7ª
St. Wendel 2008 - Cross country Elite: 18ª
Zoetermeer 2009 - Cross country Elite: vincitrice
Haifa 2010 - Cross country Elite: 2ª
Dohňany 2011 - Cross country Elite: 2ª
Mosca 2012 - Cross country Elite: 7ª
Berna 2013 - Cross country Elite: 3ª
St. Wendel 2014 - Staffetta a squadre: 8ª
St. Wendel 2014 - Cross country Elite: 3ª
Huskvarna 2016 - Cross country Elite: 4ª
Darfo Boario Terme 2017 - Cross country Elite: non partita
Glasgow 2018 - Cross country Elite: 4ª
Brno 2019 - Cross country Elite: 5ª
Monte Tamaro 2020 - Cross country Elite: 7ª
Novi Sad 2021 - Cross country Elite: 8ª
- Campionati europei di MTB marathon

St. Wendel 2007: 4ª
Tartu 2009: 2ª
Spilimbergo 2018: 2ª
- Giochi europei

Baku 2015 - Cross country: 3ª